# Notcurses
Notcurses è una libreria open source, rilasciata sotto licenza Apache 2.0, progettata per migliorare l'aspetto delle applicazioni da terminale. Offre una vasta gamma di funzionalità per la creazione di interfacce utente testuali (TUI). A differenza di Ncurses (altra libreria popolare per le TUI), si distingue per la sua capacità di gestire grafica complessa e colori vivaci alzando il livello grafico.

## Caratteristiche
Notcurses è una libreria scritta in C per creare interfacce utente testuali (TUI) estremamente avanzate e visivamente accattivanti. Si differenzia da librerie più tradizionali come ncurses offrendo diverse caratteristiche, tra cui:
- Supporta una vasta gamma di colori, sfumature, animazioni e l'integrazione di immagini e video direttamente nel terminale.
- Gestisce operazioni in parallelo che consentono la creazione di interfacce più reattive e performanti.
- Offre pieno supporto a Unicode, consentendoti di visualizzare e manipolare caratteri da praticamente qualsiasi lingua.
- Funziona su diverse piattaforme, tra cui Linux, macOS e Windows.
- È altamente personalizzabile e offre un'ampia gamma di funzionalità per creare interfacce complesse e interattive.

È possibile lavorare con Notcurses utilizzando un linguaggio diverso dal C attraverso i numerosi wrapper disponibili per i seguenti linguaggi: Ada, C++, Dart, Julia, Nim, Python, Rust e Zig.